# Continental Jazz
Continental Jazz è un album a nome Le Cinq Modernes, quintetto del pianista e fisarmonicista jazz statunitense Pete Jolly, pubblicato dall'etichetta discografica Somerset Records nel gennaio del 1960.

## Tracce

### LP
Lato A (P-11000-A)
1. Volare – 3:44 (musica: Domenico Modugno, Franco Migliacci)
2. Petite fleur – 3:41 (musica: Sidney Bechet)
3. Blanc sur blanc (White on White) – 3:56 (musica: Joseph Francis Kuhn)
4. Sorrento – 3:07 (musica: Ernesto De Curtis)
5. St. Germain – 3:56 (musica: Joseph Francis Kuhn)

Lato B (P-11000-B)
1. Alouette – 4:20 (musica: Tradizionale; arrangiamento di David Kleiber (D. L. Miller))
2. Moritat (Mack the Knife) – 4:14 (testo: Bertolt Brecht – musica: Kurt Weill)
3. Petite Fantasy (Slightly Out) – 4:37 (musica: Joseph Francis Kuhn)
4. La violetera – 2:09 (musica: José Padilla)
5. Arrivederci Roma – 2:37 (musica: Renato Rascel)

## Musicisti
- Pete Jolly – pianoforte, accordion
- Paul Horn – sassofono, flauto, clarinetto
- Al Hendrickson – chitarra
- Gene Estes – vibrafono
- Jimmy Bundy – contrabbasso
- Irv Cottler – batteria

Note aggiuntive
- Miller International Co. – produzione
- Registrazioni effettuate al "United Recording Studios", Hollywwod, California sotto la direzione di D. L. Miller
- George Pickow – foto copertina album originale
- Will Dressler – cover art copertina album originale [2]